# Jane Krakowski
Jane Krakowski (Parsippany-Troy Hills, 1968. október 11. –) Tony-díjas amerikai színésznő, humorista és énekesnő.

## Élete és pályafutása
Krakowski a New Jersey állambeli Parsippany-Troy Hillsben született és nőtt fel, Ed Krajkowski vegyészmérnök és Barbara (születési nevén Benoit) főiskolai színházi tanár és a Women's Theater Company művészeti vezetőjének lányaként. Van egy bátyja. Apja családja lengyel, és miközben ő nagyon keveset beszél lengyelül, apja és nagyszülei folyékonyan beszélnek.
Krakowski a szülei tevékenységének köszönhetően a helyi színházi életben nőtt fel, és egy interjúban azt nyilatkozta: "Ahelyett, hogy bébiszittert béreltek volna, engem is magukkal vittek." Négyéves korában balettleckéket vett, de később abbahagyta, mert nem volt megfelelő a testalkata, és inkább a Broadway-tánc felé fordult. A Parsippany High Schoolba, majd a New York-i Professional Children's Schoolba és a New Brunswick-i Rutgers University Mason Gross School of the Arts-ba járt.

## Magánélete
Krakowskit 2009-ben jegyezte el Robert Godley. Van egy fiuk, Bennett Robert Godley, aki 2011 áprilisában született. A pár 2013-ban szakított.
2021 januárjában a Daily Mail azt állította, hogy Krakowski 2019 vége és 2020 nyara között kilenc hónapig tartó kapcsolatot folytatott Mike Lindellel, a My Pillow kitalálójával. Krakowski és Lindell is tagadta az állítást, Lindell pedig rágalmazásért beperelte a Daily Mailt. Az ügyet azzal az indokkal utasították el, hogy egy "észszerű ember" nem tekintené a Daily Mail cikkében foglaltakat becsületsértőnek.
2021 novemberében Krakowski elkapta a koronavírust, és kénytelen volt visszalépni az NBC Annie Live! című műsorából, ahol Lily St. Regist játszotta volna.

## Filmográfia

### Film
| Év   | Magyar cím                               | Eredeti cím                              | Szerep                           | Magyar hang    |
| ---- | ---------------------------------------- | ---------------------------------------- | -------------------------------- | -------------- |
| 1983 | Családi vakáció                          | National Lampoon's Vacation              | Vicki Johnson unokatestvér       | Somlai Edina   |
| 1987 | Végzetes vonzerő                         | Fatal Attraction                         | Christine                        | Kiss Erika     |
| 1991 | Csupa balláb                             | Stepping Out                             | Lynne                            |                |
| 1996 | Árnyékfeleség                            | Mrs. Winterbourne                        | Christine                        |                |
| 1997 |                                          | Hudson River Blues                       | Diane                            |                |
| 1998 | Mindenem a tánc                          | Dance with Me                            | Patricia Black                   |                |
| 1999 | Nyomás!                                  | Go                                       | Irene Halverson                  | Incze Ildikó   |
| 2000 | A Flintstone család 2. – Viva Rock Vegas | The Flintstones in Viva Rock Vegas       | Kavicsi Irma                     | Vadász Bea     |
| 2002 | Jégkorszak                               | Ice Age                                  | Rachel a lajhár (hangja)         | Némedi Mari    |
| 2003 | Nyafka X                                 | Marci X                                  | Lauren Farb                      | Kocsis Mariann |
| 2003 | A pufi bölcs                             | When Zachary Beaver Came to Town         | Heather Wilson                   |                |
| 2004 | Alfie                                    | Alfie                                    | Dorie                            | Erdős Borcsa   |
| 2005 | A bosszú iskolája                        | Pretty Persuasion                        | Emily Klein                      |                |
| 2006 | Pata tanya: Baromi buli                  | Barnyard                                 | nőstény prérifarkas (hangja)     |                |
| 2006 | Nagyon vadon                             | Open Season                              | Gizella (hangja)                 | Gubás Gabi     |
| 2007 | Vigyázz, kész, szörf! (törölt jelenet)   | Surf's Up                                | Sheila Limberfin (hangja)        |                |
| 2008 | A meztelen dobos                         | The Rocker                               | Carol                            | Haffner Anikó  |
| 2008 | Kit Kittredge                            | Kit Kittredge: An American Girl          | Miss May Dooley                  |                |
| 2008 | Nagyon vadon 2.                          | Open Season 2                            | Gizella (hangja)                 | Gubás Gabi     |
| 2009 | Rémségek cirkusza                        | Cirque du Freak: The Vampire's Assistant | Corma Épkézláb                   | Vadász Bea     |
| 2014 | Adult Beginners                          | Adult Beginners                          | Miss Jenn                        | Ősi Ildikó     |
| 2014 |                                          | Big Stone Gap                            | Sweet Sue Tinsley                |                |
| 2015 | Pixel                                    | Pixels                                   | Jane Cooper first lady           | Peller Anna    |
| 2018 |                                          | Henchmen                                 | Jane (hangja)                    |                |
| 2020 | A Willoughby testvérek kalandjai         | The Willoughbys                          | Helga "Anya" Willoughby (hangja) | Zakariás Éva   |
| 2021 | My Little Pony: Az új nemzedék           | My Little Pony: A New Generation         | Haven királynő (hangja)          | Kovács Nóra    |
| 2023 | Kié lesz a karácsony 2.                  | Your Christmas or Mine 2                 | Diane                            |                |